# Pete Sampras
Pete Sampras (* 12. August 1971 in Washington, D.C.) ist ein ehemaliger US-amerikanischer Tennisspieler.
Sampras, Sohn griechischer Einwanderer, der Vater von der Insel Kos und die Mutter aus Salacia auf der Peloponnes, gewann in seiner Karriere insgesamt 14 Grand-Slam-Turniere im Einzel. Damit hielt er von 1999 bis 2009 den Rekord für die meisten Grand-Slam-Titel, bis er von Roger Federer übertroffen wurde. Er war sechs Jahre hintereinander am Jahresende die Nummer 1 der Weltrangliste (1993–1998), stand insgesamt 286 Wochen an deren Spitze und war 1990 mit 19 Jahren jüngster Sieger der US Open.
In seiner 15 Jahre langen Karriere gewann er insgesamt 64 Turniere im Einzel und zwei im Doppel, darunter siebenmal Wimbledon, fünfmal die US Open und zweimal die Australian Open. Nur der Erfolg bei den French Open blieb ihm verwehrt. Zusätzlich war er fünfmal ATP-Weltmeister, gewann 11 Turniere der sogenannten Super-9-Serie (heute ATP Tour Masters 1000), gewann mit den USA zweimal den Davis Cup und wurde sechsmal zum Spieler des Jahres gewählt. In seiner Bilanz stehen 762 gewonnenen Spielen 222 Niederlagen gegenüber. Mit seinen 14 Grand-Slam-Erfolgen belegt er Platz 4 der Rekordliste und mit seinen 286 Wochen als Nummer 1 der Welt belegt er Platz 3.

## Tenniskarriere

### Jugendzeit und erste Profijahre (1971–1992)
Schon in jungen Jahren entdeckte Sampras seine Leidenschaft für den Tennissport, doch erst nach dem Umzug seiner Familie nach Palos Verdes, einem Vorort von Los Angeles, war es ihm möglich, den Sport regelmäßig zu betreiben. Der Kinderarzt und begeisterte Tennisspieler Pete Fischer erkannte das Talent des damals neunjährigen Sampras und wurde in den Folgejahren eine Art Mentor für ihn. Er engagierte verschiedene Trainer, um mehrere Aspekte in Sampras' Tennisspiel zu verbessern. Der Arzt selbst, den Sampras später als „verrückten Wissenschaftler“ beschrieb, kümmerte sich maßgeblich um die mentale Ebene des Spiels. So schärfte Fischer Sampras ein immer kontrolliertes und wenig emotionales Verhalten auf dem Tennisplatz ein und vermittelte ihm die historische Bedeutung der Grand-Slam-Turniere. Der junge Sampras studierte unter Anleitung Fischers die Spiele der bekanntesten Tennisprofis der Vergangenheit, und vor allem Rod Laver (den er im Alter von elf Jahren persönlich traf) beeindruckte Sampras mit seiner Spielart und seinen Erfolgen.
Schon bald erreichte Sampras erste Erfolge auf der Juniorentour, und obwohl Pete Fischer darauf bestand, dass Sampras in Turnieren antreten sollte, in denen auch weitaus ältere und erfahrenere Spieler spielten, hatte er sich bald zu einem der am besten eingestuften Spieler seiner Altersgruppe entwickelt. Zu dieser Zeit spielte Sampras eine solide beidhändige Rückhand, die ihm ein sicheres Grundlinienspiel ermöglichte. Doch Fischer überzeugte den damals 14-Jährigen davon, in Zukunft eine einhändige Rückhand zu spielen, und formte aus ihm einen klassischen Serve-and-Volley-Spieler. Kurz vor seinem Wechsel auf die Profitour in der Saison 1988 erreichte Sampras das Viertelfinale der US Open im Junioreneinzel (wo er in der ersten Runde auch den an Nummer 1 gesetzten Landsmann Michael Chang schlug) und das Halbfinale im Doppel. Im gleichen Jahr wurde der 16-jährige Sampras auch für den Junior-Davis-Cup-Wettbewerb nominiert.
In seiner ersten Saison auf der ATP-Tour spielte Sampras zehn Turniere, wobei der Halbfinaleinzug bei einem Turnier in Schenectady der größte Erfolg war. Er beendete seine erste Profisaison (bei der er nur an US-amerikanischen Turnieren teilnahm) auf Platz 97 der Tennisweltrangliste und war damit einer der jüngsten Spieler der Tennisgeschichte, der eine Saison unter den besten 100 Spielern beenden konnte. In der folgenden Saison weitete Sampras seinen Spielplan auch auf die wichtigsten Turniere in Australien und Europa aus. Er gewann 18 seiner 37 Spiele in dieser Saison und konnte sich um 16 Plätze in der Weltrangliste verbessern. Unter anderem erreichte er dabei das Viertelfinale in Adelaide und Indianapolis. An der Seite von Jim Courier gewann er die Italian Open im Doppel, und bei den US Open spielte er sich nach einem Zweitrundensieg über Titelverteidiger Mats Wilander bis ins Achtelfinale. Wenige Wochen später trennte er sich von Fischer, von dem er sagte, er versuchte „sein Gehirn in meinen Körper einzupflanzen“.
Zur neuen Saison verpflichtete Sampras Joe Brandi als neuen Trainer. Schon bald konnte der Amerikaner bessere Resultate verzeichnen. So erreichte er bei den Australian Open das zweite Grand-Slam-Achtelfinale in Folge, und nach einem Halbfinale in Mailand gewann Sampras das erste Turnier seiner Karriere in Philadelphia. Nachdem er das Vorbereitungsturnier in Manchester eine Woche vor Wimbledon gewonnen hatte, galt er als Geheimtipp für das prestigeträchtige Turnier in London. Vor allem Fred Perry prophezeite Sampras einen großen Erfolg in Wimbledon. Doch Sampras unterlag in der ersten Runde dem Südafrikaner Christo van Rensburg in drei engen Sätzen. In den folgenden Wochen konnte Sampras, der mittlerweile den Sprung unter die besten 15 Spieler der Weltrangliste geschafft hatte, noch zweimal ein Halbfinale erreichen, bevor er bei den US Open antrat. Nicht unbedingt als Turnierfavorit angesehen, erreichte der an Position 12 gesetzte US-Amerikaner ohne Satzverlust das Achtelfinale, wo er den Österreicher Thomas Muster in vier Sätzen bezwang und ein Viertelfinalduell mit Ivan Lendl erreichte. Lendl hatte Sampras zehn Monate zuvor zu einigen Trainingseinheiten in sein Haus in Connecticut eingeladen. Sampras sprach später mit Bewunderung über die Trainingsleistung, die Lendl zeigte und seinem jungen Landsmann vermittelte. Doch bei den US Open war es Sampras, der die Oberhand behielt und Lendls Serie von sieben Finalteilnahmen in Folge bei diesem Turnier beendete. Auch die nächste US-Tennislegende John McEnroe fand kein wirksames Mittel gegen das Powertennis des 19-Jährigen und verlor schließlich in vier Sätzen. Im Finale traf Sampras auf den ein Jahr älteren Andre Agassi, der sich als Paradiesvogel schon einen Namen auf der ATP-Tour gemacht hatte, gegen Sampras aber chancenlos war und das Finale mit 4:6, 3:6 und 2:6 verlor. Im Alter von 19 Jahren und 28 Tagen war Sampras der jüngste US-Open-Sieger aller Zeiten, und er sagte später, dass er für diesen großen Erfolg noch nicht bereit gewesen sei, weder als Tennisspieler noch als Person. Tatsächlich sollte es bis zu seinem nächsten Grand-Slam-Triumph fast drei Jahre dauern. Die Saison beendete Sampras nach seinem vierten Saisonsieg beim Grand-Slam-Cup in Deutschland auf Platz 5 der Weltrangliste.
Die Saison 1991 verlief für Sampras ähnlich erfolgreich wie die Vorsaison, allerdings ohne großen Erfolg bei den Grand-Slam-Turnieren. Insgesamt erreichte der US-Amerikaner acht Finalteilnahmen auf der ATP-Tour und konnte vier dieser Spiele für sich entscheiden, darunter auch zum ersten Mal in seiner Karriere die saisonabschließende ATP-Weltmeisterschaft. Bei den US Open bezog Sampras nach seiner Viertelfinalniederlage von seinem Gegner Jim Courier und von Landsmann Jimmy Connors deutliche Kritik, als er in der anschließenden Pressekonferenz von der Erleichterung sprach, dass ihm der Druck (der auf ihm als Titelverteidiger gelastet habe) nach der Niederlage vom Rücken genommen sei. Nach dem Turnier trennte er sich von seinem Trainer Joe Brandi und engagierte Tim Gullikson, der schon als Trainer von Tennisprofis wie Martina Navrátilová, Mary Joe Fernández und Aaron Krickstein gearbeitet hatte. Am Ende des Jahres stand Sampras auch erstmals im Davis-Cup-Kader der USA für das Endspiel gegen die französische Mannschaft. Sampras verlor allerdings beide Einzel und die USA das Finale mit 1:3. Die Saison beendete er auf Platz 6 der Weltrangliste.

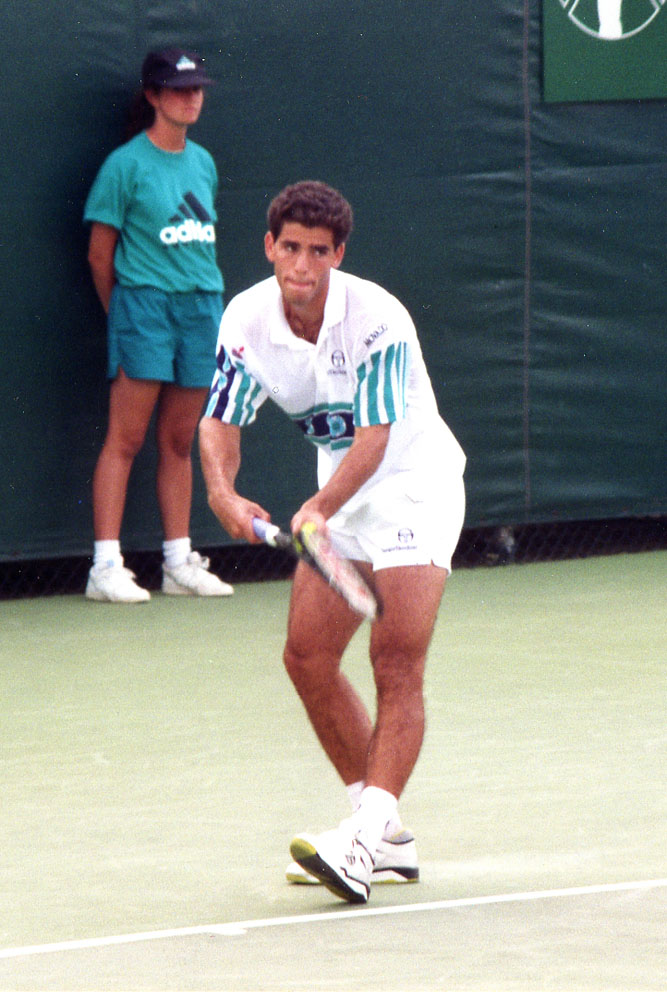
Pete Sampras im August 1992

Gulliksons Bemühungen, aus Sampras, der sich in seiner bisherigen Karriere sehr auf seinen starken Aufschlag verlassen hatte, einen kompletteren Spieler zu machen, zeigten in der Saison 1992 erste Erfolge. So konnte der US-Amerikaner erstmals auch bei Sandplatzturnieren, die er zuvor weitgehend gemieden hatte, gute Resultate erringen und unter anderem bei den French Open das Viertelfinale erreichen. Einige Wochen später zeigte Sampras, dass er sein prinzipiell gut geeignetes Spiel auf dem „heiligen Rasen“ auch erfolgreich umsetzen konnte – er erreichte beim dritten Grand-Slam-Turnier der Saison das Halbfinale. Mit zwei erfolgreichen Grand-Slam-Turnieren im Rücken und einer Siegesserie von zehn Spielen aus den letzten Vorbereitungsturnieren in Cincinnati und Indianapolis startete Sampras bei den US Open. Nach zwei Fünfsatzsiegen in frühen Turnierrunden besiegte er den Weltranglistenersten Jim Courier im Halbfinale und zog in das Endspiel gegen den Schweden Stefan Edberg ein. Sampras konnte den ersten Satz gewinnen, vergab aber weitere Möglichkeiten und ging nach vier Sätzen als Verlierer vom Platz. Später sagte Sampras, dass er nach der Niederlage nächtelang nicht habe schlafen können und ihm das Spiel klargemacht habe, wie wichtig der Erfolg insbesondere bei den Grand-Slam-Turnieren für ihn sei. Im Saisonverlauf gewann Sampras fünf seiner sieben Turnierendspiele und beendete die Saison auf Platz 3 der Weltrangliste. Im Dezember verhalf er den USA mit dem vorentscheidenden Doppelerfolg an der Seite von John McEnroe zum zweiten Davis-Cup-Sieg der letzten drei Jahre.

### An der Spitze der Tenniswelt (1993–1998)
Nach der Niederlage gegen Edberg arbeiteten Gullikson und Sampras weiter an der Verbesserung seines Spiels. In den ersten Monaten der Saison 1993 scheiterte Sampras nur einmal vor dem Halbfinale, unterlag bei den Australian Open eben dort erneut Stefan Edberg. Nach seinem dritten Saisonsieg in Tokio erreichte Sampras mit einem Endspielsieg über Brad Gilbert erstmals die Spitzenposition in der Weltrangliste. Bei den French Open folgte der erneute Einzug ins Viertelfinale. Ohne Probleme erreichte Sampras auch in Wimbledon das Viertelfinale, wo er Landsmann Agassi in fünf Sätzen bezwingen konnte. Nach einem Dreisatzsieg über Boris Becker schlug er im Endspiel Jim Courier in vier Sätzen und fuhr den zweiten Grand-Slam-Titel seiner Karriere ein. Bis zu den US Open gelang Sampras keine weitere Finalteilnahme, aber in Flushing Meadows selbst gab Sampras auf dem Weg zu seinem zweiten Erfolg beim wichtigsten amerikanischen Tennisturnier nur zwei Sätze ab. Im letzten Saisondrittel festigte er seine Spitzenposition in der Weltrangliste mit den Saisontiteln sieben und acht in Lyon und Antwerpen. Allerdings verlor er das Endspiel der ATP-Weltmeisterschaft gegen den Deutschen Michael Stich.
In der Saison 1994 änderte sich wenig an der Dominanz von Sampras im Herrentennis, tatsächlich verlor er in den ersten Saisonmonaten bis zu den French Open nur drei Matches und konnte mit dem Sieg bei den Australian Open als erster Spieler nach Rod Laver 1969 wieder drei Grand-Slam-Turniere in Folge gewinnen. Die Chance, Titelträger bei allen vier Major-Turnieren zu werden, vergab er dann allerdings bei den French Open, wo er zum dritten Mal in Folge im Viertelfinale ausschied. In Wimbledon dagegen verteidigte Sampras erstmals erfolgreich einen Grand-Slam-Titel und gab auf dem Weg ins Finale gegen Goran Ivanišević (das er nach zwei hart umkämpften ersten Sätzen schließlich mit 7:6, 7:6 und 6:0 gewann) nur einen einzigen Satz ab. Aufgrund einer Knöchelverletzung konnte er bis zu den US Open kein weiteres Match bestreiten. In der Achtelfinal-Partie gegen Jaime Yzaga fehlten dem US-Amerikaner letztlich Matchpraxis und Fitness, um nach fünf Sätzen und dreieinhalb Stunden Spielzeit zu bestehen. 1994 gab Sampras auch sein Comeback in der US-amerikanischen Davis-Cup-Mannschaft, nachdem er sich im Vorjahr auf seine Einzelkarriere konzentriert hatte. Doch im Halbfinale gegen Schweden musste er im Duell gegen Stefan Edberg verletzt aufgeben und einen weiteren Monat pausieren (die USA verloren die Begegnung mit 2:3). Zum Saisonende fand Sampras zu alter Stärke zurück und gewann zum zweiten Mal die ATP-Weltmeisterschaft. Er beendete die Saison mit 10 Turniersiegen und verteidigte seine Spitzenposition in der Weltrangliste über die ganze Saison.
Nachdem er seine Verletzungen vollständig auskuriert hatte, kehrte Sampras mit neuer Motivation auf den Tennisplatz zurück, doch bei den Australian Open erlitt sein Trainer Gullikson eine Stunde vor Sampras' Drittrundenmatch einen Schwächeanfall. Im Viertelfinalspiel gegen Jim Courier brach Sampras im fünften Satz in Tränen aus, nachdem ein Fan von der Tribüne gerufen hatte, dass er das Spiel für seinen Trainer gewinnen solle. Sampras drehte das Spiel schließlich nach einem 0:2-Satzrückstand, einige Tage später wurde bei Gullikson ein Gehirntumor diagnostiziert. Sampras spielte sich schließlich bis ins Finale vor, verlor allerdings emotional ausgelaugt gegen Andre Agassi. Wenige Monate später sollte er auch den Spitzenplatz in der Weltrangliste an seinen Landsmann abgeben. Bis Wimbledon gewann Sampras nur zwei Turniere, und vor allem bei den Sandplatzturnieren folgten frühe Niederlagen. Auf dem Rasen von Wimbledon blieb Sampras dagegen weiter ungeschlagen und konnte das Turnier zum dritten Mal in Folge gewinnen. Rechtzeitig zur Hartplatzsaison erlebte der Zweikampf Sampras/Agassi seinen Höhepunkt, denn beide Spieler hatten noch alle Chancen auf die Spitzenposition der Weltrangliste am Jahresende. Agassi selbst ging so weit zu sagen, dass der Spieler, der die US Open gewinnen würde, die wahre Nummer 1 der Saison wäre. Tatsächlich kam es in Flushing Meadows zum medienwirksamen Endspiel Sampras gegen Agassi, das Sampras mit 6:4, 6:3, 4:6 und 7:5 für sich entscheiden konnte. Agassi fand erst Jahre später wieder zu seiner Form des Jahres 1995 zurück, während Sampras die Ranglistenspitze wenige Wochen später zurückeroberte und bis zum Saisonende halten konnte. Ende 1995 gelang Sampras auch noch der zweite Davis-Cup-Triumph, er selbst konnte dabei eine 7:0-Saisonbilanz vorweisen und das erste Einzelmatch gegen Andrei Tschesnokow aus Russland in fünf Sätzen gewinnen, obwohl er anschließend unter Krämpfen vom Platz getragen werden musste.
Die Saison 1996 begann mit Licht und Schatten für Sampras, der zwar bis zu den French Open vier Turniere gewinnen konnte, aber bei den Australian Open bereits in der dritten Runde scheiterte. Die French Open wurden vom Tod seines ehemaligen Trainers Tim Gullikson überschattet, dennoch zeigte Sampras in Roland Garros die beste Leistung seiner Karriere. Nachdem er im Viertelfinale Jim Courier nach einem 0:2-Satzrückstand ausgeschaltet hatte, scheiterte er im Halbfinale übermüdet am Russen Jewgeni Kafelnikow, der das Turnier später gewann. Sampras sollte nie wieder das Halbfinale in Paris erreichen. Ohne weitere Vorbereitung trat er an der Seite seines neuen Trainers Paul Annacone in Wimbledon an. Seine Siegesserie auf dem heiligen Rasen endete nach 25 Spielen gegen den späteren Titelträger Richard Krajicek im Viertelfinale. In der nordamerikanischen Hartplatzsaison zeigte Sampras seine besten Saison-Leistungen. Er musste sich im Viertelfinale der US Open gegen Àlex Corretja auf dem Platz übergeben, gewann das Spiel dennoch in fünf Sätzen und dann auch das Turnier – ein Titel, der nach eigener Aussage sein Jahr rettete. Seinen achten und letzten Saisontitel gewann Sampras bei der ATP-Weltmeisterschaft, wo er im Finale Boris Becker in einem vier Stunden andauernden Match bezwingen konnte.
In der Saison 1997 konnte Sampras zum zweiten Mal in seiner Laufbahn die Spitzenposition in der Weltrangliste über das gesamte Kalenderjahr hinweg halten. Er begann die Saison mit seinem zweiten Titel bei den Australian Open, seinem insgesamt 9. Grand-Slam-Erfolg. Ohne Niederlage und mit bereits drei Saisonsiegen startete Sampras in die Sandplatzsaison, wo er allerdings ohne großen Erfolg blieb und bei den French Open in der dritten Runde scheiterte. In Wimbledon kehrte Sampras dagegen zu seiner Dominanz zurück und gewann im Finale gegen Cédric Pioline seinen vierten Titel. Mit bereits zwei gewonnenen Grand-Slam-Titeln im Rücken startete Sampras als großer Favorit bei den US Open, verlor dort allerdings überraschend im Achtelfinale gegen Petr Korda in fünf Sätzen. Von den letzten vier Saisonturnieren konnte Sampras drei gewinnen, darunter der vierte Sieg bei der ATP-Weltmeisterschaft, womit er seine Weltranglistenposition sicher verteidigte. Im November ging allerdings das vierte Davis-Cup-Finale seiner Karriere gegen Schweden mit 0:5 verloren – er hatte bereits in seinem ersten Match verletzt aufgeben müssen und war nicht mehr zum Einsatz gekommen.
1998 kam Sampras erstmals seit 1995 wieder in Gefahr, seine Weltranglistenposition dauerhaft zu verlieren. Jüngere Spieler wie Marcelo Ríos und Patrick Rafter verkürzten den Punkteabstand zusehends, auch weil Sampras in dieser Saison bereits im Viertelfinale der Australian Open scheiterte. Erstmals seit 102 Wochen musste Sampras seinen Spitzenplatz im März 1998 räumen, eroberte die Position allerdings bereits im nächsten Monat zurück. In Wimbledon gelang Sampras sein fünfter Sieg, Goran Ivanišević unterlag im Endspiel nach fünf hart umkämpften Sätzen. Mit seinem elften Grand-Slam-Titel lag er in der ewigen Statistik nun gleichauf mit Björn Borg und seinem großen Idol Rod Laver und war nur noch einen Erfolg von Roy Emersons Grand-Slam-Rekord entfernt. Die Kritiker dagegen glaubten, dass Sampras' große Zeit vorüber sei. Im Halbfinale der US Open kam es zum Duell zwischen Sampras und Rafter, die in den Wochen zuvor einige Streitigkeiten über die Medien ausgetragen hatten, nachdem Rafter in Cincinnati nach einer zweifelhaften Linienentscheidung das Endspiel gegen Sampras gewonnen hatte. Auch bei den US Open blieb Rafter nach fünf Sätzen das bessere Ende und die Kritiker fühlten sich bestätigt. Spät in der Saison offenbarte Sampras seinem Trainer Annacone das große Ziel, die Saison zum sechsten Mal in Folge als Nummer 1 der Weltrangliste zu beenden – was noch nie in der Geschichte des Profitennis erreicht wurde. Sampras setzte all seine Bemühungen auf diesen Erfolg und nahm sogar eine Wildcard von Boris Becker für ein Turnier in Wien an, um das Punkterennen gegen Rios und Rafter für sich zu entscheiden. Schließlich reichte das Halbfinale bei der ATP-Weltmeisterschaft aus, um die Position zu sichern.

### Die letzten Jahre (1999–2003)
Nach dem strapaziösen Kampf um die Weltranglistenspitze nahm sich Sampras zu Beginn der Saison 1999 eine einmonatige Auszeit, dazu kamen auch Rückenprobleme, die ihm einen Start bei den Australian Open unmöglich machten. Bei seinem ersten Turnier der Saison 1999 in San José konnte Sampras im Halbfinale aufgrund einer Fußverletzung nicht antreten und musste für einen weiteren Monat pausieren. Erst im März des Jahres konnte er wieder regelmäßig an Turnieren teilnehmen, im April verhinderten aber wiederum Rückenprobleme das regelmäßige Spielen. Auch in der Weltrangliste verlor Sampras zunehmend Punkte. Wie er selbst sagte, hatte die Weltranglistenposition für ihn aber keine entscheidende Bedeutung mehr, nachdem er in der Saison zuvor den Rekord für die meisten Jahre an der Weltranglistenspitze gebrochen hatte. Im Mittelpunkt stand jetzt vielmehr der Grand-Slam-Rekord von Roy Emerson, der mittlerweile in greifbare Nähe gerückt war. Nach einem Zweitrundenaus in Roland Garros begann eine Siegesserie für Sampras, der im Queen’s Club triumphieren konnte und dann in Wimbledon den Grand-Slam-Rekord einstellte, indem er in einem der besten Spiele seiner Laufbahn den wiedererstarkten Rivalen Andre Agassi mit 6:3, 6:4 und 7:5 bezwang. Agassi eroberte durch den Finaleinzug die Spitze der Weltrangliste, musste diese Position jedoch wenige Wochen später wieder an Sampras abgeben, der die nordamerikanische Hartplatzsaison dominierte und sowohl Agassi als auch Rafter bei Vorbereitungsturnieren vor den US Open je zweimal deutlich schlagen konnte. Als Topfavorit für die US Open angesehen, verletzte sich Sampras im Training kurz vor Beginn des Turniers und musste zwei Monate lang pausieren. Erst zur ATP-Weltmeisterschaft in Hannover am Jahresende war Sampras wieder vollkommen fit, als die Chance auf eine siebte Saison an der Spitze der Weltrangliste längst vergeben war. Doch Sampras fand schnell in seine Bestform zurück und konnte im letzten Spiel der Saison Agassi mit 6:1, 7:5, 6:4 im Endspiel der Weltmeisterschaft schlagen und den fünften Titel des Jahres sowie den fünften Sieg bei diesem speziellen Turnier feiern. Agassi wurde am Ende der Saison zwar als Nummer 1 der Weltrangliste geführt, hatte aber eine persönliche Saisonbilanz von 1:4 gegen Sampras, der die Saison auf Platz 3 der Weltrangliste beendete.
Das nächste Duell Agassi-Sampras sollte nicht lange auf sich warten lassen, schon bei den Australian Open der Saison 2000 trafen die beiden US-Amerikaner wieder aufeinander. Diesmal war es Agassi, der nach fünf Sätzen den Sprung ins Finale des Turniers geschafft hatte. Sampras zog sich im Matchverlauf eine Verletzung zu, die er bis Anfang März auskurieren musste. In Miami folgte im März der erste Turniersieg der Saison für Sampras. Ihm war spätestens nach der verletzungsgeplagten Vorsaison klar geworden, dass er seinen Turnierplan erheblich einschränken musste, um seine Kräfte für die wirklichen Großereignisse des Jahres zu sparen. In der Folge trat Sampras fast nur noch bei Grand-Slam- und Masters-Series-Turnieren an. Nach einer Finalniederlage im Queen’s Club gegen Lleyton Hewitt folgte für Sampras der siebte Sieg in Wimbledon in den letzten acht Jahren, wo er das Finale gegen Patrick Rafter in vier Sätzen gewann, auf dem heiligen Rasen seinen 13. Grand-Slam-Titel einfuhr und damit einen neuen Rekord aufstellte. Auch bei den US Open konnte Sampras erstmals seit 1996 wieder das Finale erreichen, verlor allerdings in drei sehr deutlichen Sätzen gegen den Russen Marat Safin. Die Revanche gegen Safin gelang Sampras dann beim saisonabschließenden Masters Cup, als er den Russen in der Vorrunde des Turniers deutlich schlagen konnte und damit auch den Sprung von Safin an die Weltranglistenspitze verhinderte. Tatsächlich hatte Sampras selbst auch noch die Chance, mit einem Turniersieg die Spitzenposition am Jahresende einzunehmen, doch er verlor seine Halbfinalbegegnung gegen Gustavo Kuerten.
| Rang                      | Spieler       | Titel |
| ------------------------- | ------------- | ----- |
| 1.                        | Novak Đoković | 24    |
| 2.                        | Rafael Nadal  | 22    |
| 3.                        | Roger Federer | 20    |
| 4.                        | Pete Sampras  | 14    |
| 5.                        | Roy Emerson   | 12    |
| 6.                        | Björn Borg    | 11    |
| 6.                        | Rod Laver     | 11    |
| 8.                        | Bill Tilden   | 10    |
| Stand: 10. September 2023 |               |       |

Die Saison 2001 sollte eine der am wenigsten erfolgreichsten in Sampras' Karriere werden. Im gesamten Saisonverlauf blieb er ohne Turniergewinn (erstmals seit 1989), und auch in der Weltrangliste konnte er das Niveau der letzten Jahre nicht halten. Bis zum Turnier in Wimbledon hatte Sampras nur zweimal das Halbfinale eines Turniers erreichen können, in Indian Wells, wo er im Finale an Agassi scheiterte, und im Queen’s Club, wo er in der Vorschlussrunde Lleyton Hewitt unterlag. Bei den Australian Open war er dagegen bereits im Achtelfinale gescheitert, in Roland Garros kam er nicht über die erste Runde hinaus. In Wimbledon kam es dann nach 31 Siegen in Folge zur zweiten Niederlage der letzten acht Jahre, als er dem Schweizer Roger Federer in fünf Sätzen unterlag. Nach dem Turnier wurde Sampras erstmals seit 1990 nicht mehr unter den besten zehn Spielern der Weltrangliste geführt. In der nordamerikanischen Hartplatzsaison zeigte Sampras einen Aufwärtstrend und konnte immerhin zwei Turnierfinals erreichen. Bei den US Open spielte Sampras dann das beste Tennis der Saison und schlug auf dem Weg ins Finale Spieler wie Andre Agassi, Patrick Rafter und auch Vorjahressieger Marat Safin. Doch im Finale reichte es wiederum nicht für Sampras, der Lleyton Hewitt deutlich unterlegen war. Nach einem letzten Auftritt in Stuttgart beendete Sampras die Saison 2001 vorzeitig. Ende des Jahres wurden Gerüchte laut, dass sich Sampras von seinem langjährigen Trainer Paul Annacone trennen würde.
Zur neuen Saison präsentierte Sampras Tom Gullikson als neuen Trainer, den Zwillingsbruder von Tim Gullikson, der Sampras in den Jahren 1992 bis 1996 betreut hatte. Doch der Erfolg stellte sich für Sampras nicht ein, der bei den Australian Open wiederum im Achtelfinale verlor. Zuvor hatte Sampras seinen langjährigen Vertrag mit Nike nicht verlängert und sich auch kurzzeitig von seinem Manager getrennt. Nachdem auch die folgenden Turniere keine herausragenden Resultate brachten, trennte sich Sampras von Gullikson nach rund drei Monaten Zusammenarbeit. Als neuen Trainer stellte er José Higueras ein, der Sampras vor allem noch einmal für einen erfolgreichen Lauf bei den French Open vorbereiten sollte. Im März 2002 erreichte Sampras das Halbfinale in Indian Wells, wo er sich wieder einmal einem Spieler der jüngeren Generation, Lleyton Hewitt, geschlagen geben musste. Im selben Monat unterschrieb er auch einen neuen, weitaus geringer dotierten Vertrag mit Nike. Nachdem er im Davis Cup auf Rasenplatz sein Spiel gegen den Spanier Àlex Corretja verloren hatte, erreichte Sampras das erste Saisonfinale in Houston, das er allerdings gegen seinen Landsmann Andy Roddick verlor. Bei den Grand-Slam-Turnieren in Roland Garros (erste Runde) und Wimbledon (zweite Runde) kam es zu weiteren bitteren Niederlagen, woraufhin sich Sampras auch von José Higueras trennte und zu Paul Annacone als Trainer zurückkehrte. Mit einer Spielbilanz von 3:3 reiste Sampras zu den US Open, wo er wie schon in den beiden Vorjahren seine beste Form fand und zum dritten Mal in Folge das Finale erreichte. Anders als in den Jahren zuvor traf er aber nicht auf einen Spieler der jüngeren Generation, sondern auf seinen alten Rivalen Andre Agassi, den er mit 6:3, 6:4, 5:7 und 6:4 bezwingen konnte, um den 14. Grand-Slam-Titel seiner Karriere einzufahren und den ersten Turniersieg seit über zwei Jahren zu feiern. Er ist damit der einzige Spieler in der Open Era, der sein letztes bestrittenes Grand-Slam-Turnier der Karriere gewinnen konnte. Schon in der Pressekonferenz nach dem Sieg wurden Gerüchte über ein Karriereende von Sampras laut, der in der Saison 2002 kein weiteres Spiel bestreiten sollte.
Durch die Saison 2003 hindurch wurden immer wieder Ankündigungen laut, nach denen Sampras sein Comeback bei bestimmten Turnieren geben würde, die allerdings immer wieder zurückgezogen wurden. Kurz vor den US Open 2003 wurde bekannt, dass Sampras seine Karriere bei einer Zeremonie auf dem Center Court von Flushing Meadows am 25. August 2003 beenden würde.

### Rückkehr auf den Tennisplatz (seit 2006)

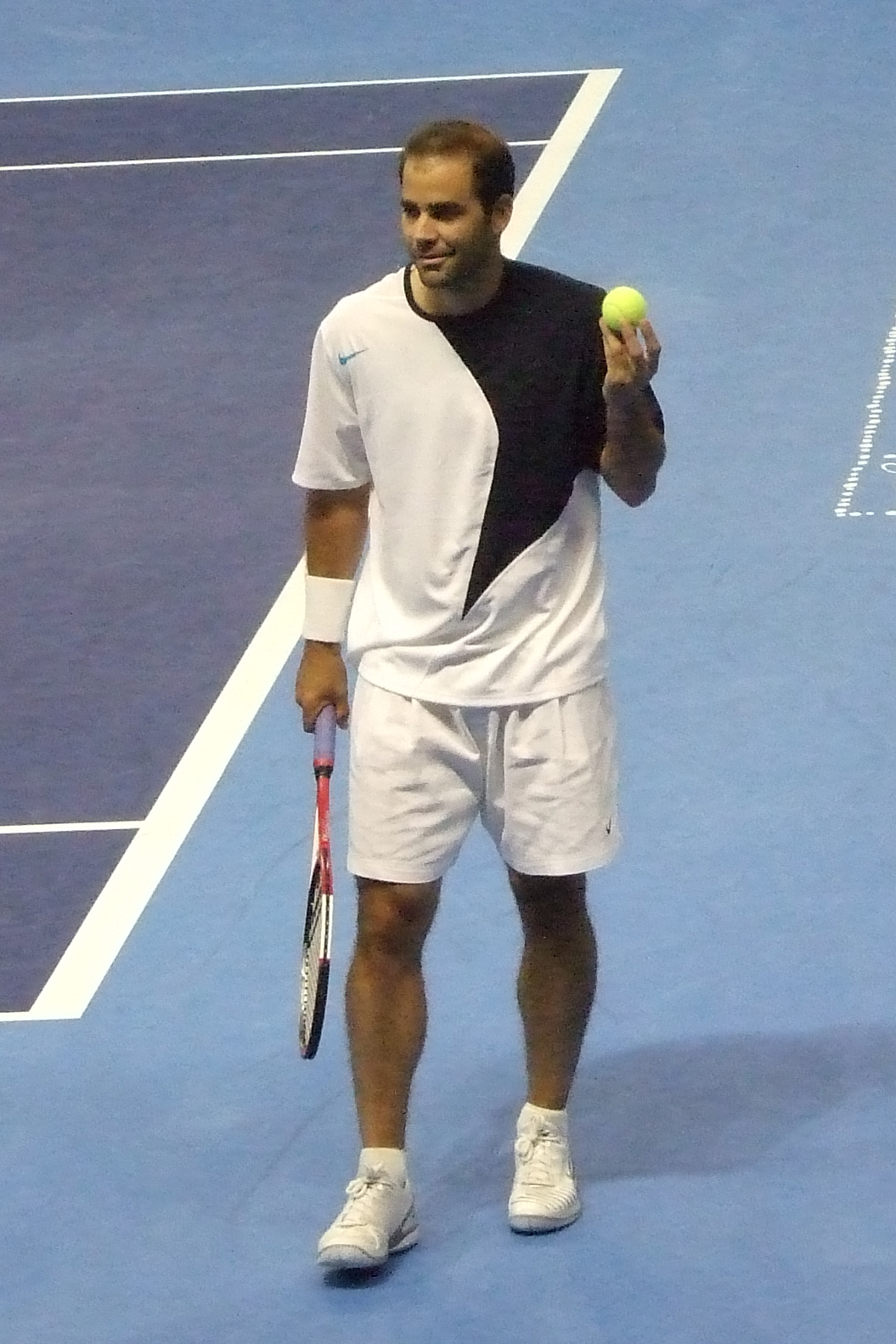
Pete Sampras, Champions Cup Boston, 2007

Nachdem Sampras nach eigener Aussage nur etwa vier wirkliche Trainingseinheiten in dreieinhalb Jahren seit seinem letzten Match im Jahr 2002 bestritten hatte, wurde im Februar 2006 bekannt, dass der US-Amerikaner ein Comeback auf der World Team Tennis (WTT) Series geben würde. Dabei sollte er sechs oder sieben Spiele während der regulären Saison vom 6. bis 26. Juli 2006 bestreiten. Am 28. März 2006 wurde er als erste Wahl des WTT-Drafts von den Newport Beach Breakers ausgewählt.
Am 6. April 2006 bestritt Sampras zudem ein Spiel im Rahmen des Einladungsturniers River Oaks International in Houston gegen Robby Ginepri. Das erste Match seit seinem Rücktritt 2003 verlor Sampras auf Sand gegen seinen jüngeren Landsmann Ginepri mit 3:6 und 6:7.
2007 nahm Sampras an mehreren Turnieren der Outback Champions Series teil, drei davon konnte er für sich entscheiden. Am 14. Juli 2007 wurde er in die International Tennis Hall of Fame aufgenommen. Am 15. Juli 2007 bestritt er ein Freundschaftsspiel gegen Todd Martin, das er mit 7:5 gewann. Im November 2007 spielte Sampras dreimal gegen den Führenden der Tennisweltrangliste, Roger Federer. Die ersten beiden Begegnungen gewann Federer, im dritten Spiel gelang Sampras der erste Sieg. Im März fand ein weiteres Duell zwischen Federer und Sampras in New York statt, welches der Schweizer in drei Sätzen für sich entscheiden konnte.
2008 nahm Sampras auch erstmals bei einem Turnier der Tour of Champions teil, bei der ehemalige Weltklassespieler wie John McEnroe, Goran Ivanišević oder Stefan Edberg regelmäßig teilnehmen. Das Turnier in São Paulo konnte Sampras im Finale gegen Marcelo Ríos für sich entscheiden.

## Privatleben
Sampras hat drei Geschwister. Seine ältere Schwester Stella ist Tennistrainerin an der Universität von Kalifornien, seine jüngere Schwester Marion ist Lehrerin. Sein Bruder Gus arbeitet als Turnierdirektor beim ATP-Event in Scottsdale, ein Turnier, an dem Sampras in seiner aktiven Laufbahn regelmäßig teilnahm.
Am 30. September 2000 heiratete Sampras die US-amerikanische Schauspielerin Bridgette Wilson, die er 1999 kennengelernt hatte. Das Paar hat zwei Söhne; Christian Charles wurde am 21. November 2001, Ryan Nikolaos am 29. Juli 2005 geboren. Zuvor hatte Sampras eine zweijährige Beziehung mit der Schauspielerin Kimberly Williams-Paisley, eine kurze Liaison mit der Schauspielerin Lauren Holly und eine sechsjährige Bekanntschaft mit der südafrikanischen Studentin Delaina Mulcahy.
Sampras leidet an Thalassämie minor, einer Erbkrankheit, die in der Regel keine Anämie auslöst, aber durchaus eine geringere Anzahl von Erythrozyten zur Folge haben kann, was wiederum Kreislaufprobleme und Müdigkeit auslösen kann. Sampras selbst sagte, dass ihn die Krankheit speziell unter heißen Wetterbedingungen beeinflusst habe und er sie während seiner Tenniskarriere nicht öffentlich gemacht habe, um seinen Gegnern nicht die Information zu geben, dass er gesundheitlich beeinträchtigt sei.

## Rekorde
| Rang                | Spieler       | Wochen |
| ------------------- | ------------- | ------ |
| 1.                  | Novak Đoković | 428    |
| 2.                  | Roger Federer | 310    |
| 3.                  | Pete Sampras  | 286    |
| 4.                  | Ivan Lendl    | 270    |
| 5.                  | Jimmy Connors | 268    |
| 6.                  | Rafael Nadal  | 209    |
| 7.                  | John McEnroe  | 170    |
| 8.                  | Björn Borg    | 109    |
| 9.                  | Andre Agassi  | 101    |
| Stand: 9. Juni 2024 |               |        |

### Bestehende Rekorde
- Sechsmal in Folge (1993–1998) konnte Sampras eine Saison als Weltranglistenerster beenden.
- Sampras stand 11 Jahre hintereinander (1992–2002) in mindestens einem Grand-Slam-Turnier im Finale. Diesen Rekord teilt er mit Ivan Lendl.
- Neben Ken Rosewall und Rafael Nadal ist Sampras einer von drei Spielern, die ein Grand-Slam-Turnier sowohl als Teenager als auch in ihren 20ern und in ihren 30ern gewinnen konnten.
- Sampras schlug die meisten Asse auf der ATP Tour in den Jahren 1993 (1011) und 1995 (974).
- Er war 1990 mit 19 Jahren und 28 Tagen der jüngste US-Open-Sieger aller Zeiten.
- Zwischen Wimbledon 1995 und den US Open 2002 gewann Sampras den Open-Era-Rekord von acht Finals in Serie, Bill Tilden (1920–1925) ist der einzige dem das ebenfalls gelang.
- Pete Sampras ist als einziger Spieler in der Open Era in allen sieben Wimbledon Finals ungeschlagen (den Grand-Slam-Rekord hält Nadal, der alle vierzehn French Open Finals gewann).

### Ehemalige Rekorde
- Den Rekord an gewonnenen Grand-Slam-Titeln hielt Sampras (mit 14) bis zum 5. Juli 2009, als Roger Federer ihn mit seinem 15. Grand-Slam-Sieg übertraf.[9] Am 7. Juni 2009 hatte Federer den Rekord zunächst einstellen können.[10] Mittlerweile erzielten auch Rafael Nadal und Novak Đoković mehr Grand-Slam-Siege.
- Insgesamt 286 Wochen lang stand Sampras auf Platz 1 der Weltrangliste. Lange sah es so aus, als würde selbst Federer diesen Rekord nicht brechen können, da er nach insgesamt 285 Wochen im Frühjahr 2010 den Spitzenplatz abgeben musste. Nach Federers Wimbledonsieg 2012 eroberte dieser jedoch erneut Platz 1 der Weltrangliste und übertraf am 16. Juli 2012 mit 287 Wochen den Rekord von Sampras. Federer kam auf insgesamt 310 Wochen an der Weltspitze. Dieser Rekord wurde wiederum später von Đoković übertroffen.
- Sampras gewann über 43 Millionen US-Dollar Preisgeld, damit führte er bis Oktober 2008 die Preisgeldliste an. Mit dem Gewinn der ersten Runde bei den Madrid Masters überholte Roger Federer Sampras auch in dieser Wertung.
- Neben Ivan Lendl, Roger Federer und Novak Đoković konnte Sampras als einziger Spieler fünfmal den Tennis Masters Cup für sich entscheiden. Seit der Saison 2011 bzw. 2022 sind Federer bzw. Đoković mit jeweils 6 Siegen auch dort alleinige Rekordhalter.
- Seine sieben Titel in Wimbledon bedeuteten die Einstellung des Rekords von William Renshaw. 2017 überholte ihn Roger Federer mit seinem achten Wimbledon-Finalsieg.
- In der Saison 2023 konnte Đoković seine insgesamt siebte Saison als Weltranglistenerster beenden und übertraf damit Sampras' Rekord.

## Auszeichnungen
- sechsmal ATP-Spieler des Jahres (1993–1998)
- sechsmal ITF World Champion (1993–1998)
- 9 Espy Awards

## Grand-Slam-Erfolge

### Siege (14)
| Jahr | Turnier         | Finalgegner      | Ergebnis                |
| ---- | --------------- | ---------------- | ----------------------- |
| 1990 | US Open         | Andre Agassi     | 6:4, 6:3, 6:2           |
| 1993 | Wimbledon       | Jim Courier      | 7:6, 7:6, 3:6, 6:3      |
| 1993 | US Open         | Cédric Pioline   | 6:4, 6:4, 6:3           |
| 1994 | Australian Open | Todd Martin      | 7:6, 6:4, 6:4           |
| 1994 | Wimbledon       | Goran Ivanišević | 7:6, 7:6, 6:0           |
| 1995 | Wimbledon       | Boris Becker     | 6:7, 6:2, 6:4, 6:2      |
| 1995 | US Open         | Andre Agassi     | 6:4, 6:3, 4:6, 7:5      |
| 1996 | US Open         | Michael Chang    | 6:1, 6:4, 7:6           |
| 1997 | Australian Open | Carlos Moyá      | 6:2, 6:3, 6:3           |
| 1997 | Wimbledon       | Cédric Pioline   | 6:4, 6:2, 6:4           |
| 1998 | Wimbledon       | Goran Ivanišević | 6:7, 7:6, 6:4, 3:6, 6:2 |
| 1999 | Wimbledon       | Andre Agassi     | 6:3, 6:4, 7:5           |
| 2000 | Wimbledon       | Patrick Rafter   | 6:7, 7:6, 6:4, 6:2      |
| 2002 | US Open         | Andre Agassi     | 6:3, 6:4, 5:7, 6:4      |

### Finalniederlagen (4)
| Jahr | Turnier         | Finalgegner    | Ergebnis           |
| ---- | --------------- | -------------- | ------------------ |
| 1992 | US Open         | Stefan Edberg  | 6:3, 4:6, 6:7, 2:6 |
| 1995 | Australian Open | Andre Agassi   | 6:4, 1:6, 6:7, 4:6 |
| 2000 | US Open         | Marat Safin    | 4:6, 3:6, 3:6      |
| 2001 | US Open         | Lleyton Hewitt | 6:7, 1:6, 1:6      |

## Bilanz
| Turnier            | 1988  | 1989  | 1990  | 1991  | 1992  | 1993  | 1994  | 1995  | 1996  | 1997  | 1998  | 1999 | 2000  | 2001  | 2002  | Titel/ Karriere |
| ------------------ | ----- | ----- | ----- | ----- | ----- | ----- | ----- | ----- | ----- | ----- | ----- | ---- | ----- | ----- | ----- | --------------- |
| Australian Open    | -     | 1R    | AF    | -     | -     | HF    | S     | F     | 3R    | S     | VF    | -    | HF    | AF    | AF    | 2               |
| French Open        | -     | 2R    | -     | 2R    | VF    | VF    | VF    | 1R    | HF    | 3R    | 2R    | 2R   | 1R    | 2R    | 1R    | 0               |
| Wimbledon          | -     | 1R    | 1R    | 2R    | HF    | S     | S     | S     | VF    | S     | S     | S    | S     | AF    | 2R    | 7               |
| US Open            | 1R    | AF    | S     | VF    | F     | S     | AF    | S     | S     | AF    | HF    | -    | F     | F     | S     | 5               |
| Masters Cup        | -     | -     | RR    | S     | HF    | F     | S     | HF    | S     | S     | HF    | S    | HF    | -     | -     | 5               |
| Grand-Slam-Bilanz  | 0:1   | 4:4   | 10:2  | 6:3   | 15:3  | 23:2  | 21:2  | 20:2  | 18:3  | 19:2  | 17:3  | 8:1  | 18:3  | 13:4  | 11:3  | 203:38          |
| Turniersiege       | 0     | 0     | 4     | 4     | 5     | 8     | 10    | 5     | 8     | 8     | 4     | 5    | 2     | 0     | 1     | 64              |
| Weltrangliste      | 97    | 81    | 5     | 6     | 3     | 1     | 1     | 1     | 1     | 1     | 1     | 3    | 3     | 10    | 13    |                 |
| Hartplatzbilanz    | 8:7   | 13:10 | 27:8  | 25:7  | 25:5  | 43:6  | 37:3  | 37:6  | 46:4  | 35:5  | 30:10 | 23:5 | 28:7  | 26:10 | 20:8  | 423:101         |
| Rasenplatzbilanz   | 0:0   | 2:2   | 6:2   | 5:3   | 7:2   | 7:1   | 11:1  | 12:0  | 4:1   | 8:1   | 8:1   | 12:0 | 11:1  | 6:2   | 2:3   | 101:20          |
| Teppichplatzbilanz | 2:2   | 1:4   | 18:6  | 19:6  | 18:4  | 21:5  | 17:6  | 16:5  | 10:3  | 10:2  | 14:3  | 1:0  | 1:1   | 0:0   | 0:0   | 148:47          |
| Sandplatzbilanz    | 0:1   | 2:3   | 0:1   | 3:3   | 22:8  | 14:4  | 12:2  | 7:5   | 5:3   | 2:4   | 9:3   | 4:3  | 2:4   | 3:4   | 5:6   | 90:54           |
| Gesamtbilanz       | 10:10 | 18:19 | 51:17 | 52:19 | 72:19 | 85:16 | 77:12 | 72:16 | 65:11 | 55:12 | 61:17 | 40:8 | 42:13 | 35:16 | 27:17 | 762:222         |

## Erfolge
| Legende                 |
| Grand Slam (14)         |
| Tennis Masters Cup (5)  |
| ATP Masters Series (11) |
| ATP Tour (36)           |

### Einzel

#### Turniersiege
| Nr. | Datum              | Turnier           | Belag         | Finalgegner        | Ergebnis                  |
| --- | ------------------ | ----------------- | ------------- | ------------------ | ------------------------- |
| 1.  | 19. Februar 1990   | Philadelphia      | Teppich (i)   | Andrés Gómez       | 7:6, 7:5, 6:2             |
| 2.  | 18. Juni 1990      | Manchester        | Rasen         | Gilad Bloom        | 7:6, 7:6                  |
| 3.  | 27. August 1990    | US Open           | Hartplatz     | Andre Agassi       | 6:4, 6:3, 6:2             |
| 4.  | 11. Dezember 1990  | München           | Teppich (i)   | Brad Gilbert       | 6:3, 6:4, 6:2             |
| 5.  | 29. Juli 1991      | Los Angeles       | Hartplatz     | Brad Gilbert       | 6:2, 6:7, 6:3             |
| 6.  | 12. August 1991    | Indianapolis      | Hartplatz     | Boris Becker       | 7:6, 3:6, 6:3             |
| 7.  | 14. Oktober 1991   | Lyon              | Teppich (i)   | Olivier Delaître   | 6:1, 6:1                  |
| 8.  | 12. November 1991  | Frankfurt am Main | Teppich (i)   | Jim Courier        | 3:6, 7:6, 6:3, 6:4        |
| 9.  | 17. Februar 1992   | Philadelphia      | Teppich (i)   | Amos Mansdorf      | 6:1, 7:6, 2:6, 7:6        |
| 10. | 20. Juli 1992      | Kitzbühel         | Sand          | Alberto Mancini    | 6:3, 7:5, 6:3             |
| 11. | 10. August 1992    | Cincinnati        | Hartplatz     | Ivan Lendl         | 6:3, 3:6, 6:3             |
| 12. | 17. August 1992    | Indianapolis      | Hartplatz     | Jim Courier        | 6:4, 6:4                  |
| 13. | 19. Oktober 1992   | Lyon              | Teppich (i)   | Cédric Pioline     | 6:4, 6:2                  |
| 14. | 11. Januar 1993    | Sydney            | Hartplatz     | Thomas Muster      | 7:6, 6:1                  |
| 15. | 12. März 1993      | Miami             | Hartplatz     | MaliVai Washington | 6:3, 6:2                  |
| 16. | 5. April 1993      | Tokio             | Hartplatz     | Brad Gilbert       | 6:2, 6:2, 6:2             |
| 17. | 12. April 1993     | Hongkong          | Hartplatz     | Jim Courier        | 6:3, 6:7, 7:6             |
| 18. | 21. Juni 1993      | Wimbledon         | Rasen         | Jim Courier        | 7:6, 7:6, 3:6, 6:3        |
| 19. | 30. August 1993    | US Open           | Hartplatz     | Cédric Pioline     | 6:4, 6:4, 6:3             |
| 20. | 18. Oktober 1993   | Lyon              | Teppich (i)   | Cédric Pioline     | 7:6, 1:6, 7:5             |
| 21. | 8. November 1993   | Antwerpen         | Teppich (i)   | Magnus Gustafsson  | 6:1, 6:4                  |
| 22. | 10. Januar 1994    | Sydney            | Hartplatz     | Ivan Lendl         | 7:6, 6:4                  |
| 23. | 17. Januar 1994    | Australian Open   | Hartplatz     | Todd Martin        | 7:6, 6:4, 6:4             |
| 24. | 28. Februar 1994   | Indian Wells      | Hartplatz     | Petr Korda         | 4:6, 6:3, 3:6, 6:3, 6:2   |
| 25. | 11. März 1994      | Miami             | Hartplatz     | Andre Agassi       | 5:7, 6:3, 6:3             |
| 26. | 28. März 1994      | Osaka             | Hartplatz     | Lionel Roux        | 6:2, 6:2                  |
| 27. | 4. April 1994      | Tokio             | Hartplatz     | Michael Chang      | 6:4, 6:2                  |
| 28. | 9. Mai 1994        | Rom               | Sand          | Boris Becker       | 6:1, 6:2, 6:2             |
| 29. | 20. Juni 1994      | Wimbledon         | Rasen         | Goran Ivanišević   | 7:6, 7:6, 6:0             |
| 30. | 7. November 1994   | Antwerpen         | Teppich (i)   | Magnus Larsson     | 7:5, 6:4                  |
| 31. | 15. November 1994  | Frankfurt am Main | Teppich (i)   | Boris Becker       | 4:6, 6:3, 7:5, 6:4        |
| 32. | 6. März 1995       | Indian Wells      | Hartplatz     | Andre Agassi       | 7:5, 6:3, 7:5             |
| 33. | 12. Juni 1995      | Queen’s Club      | Rasen         | Guy Forget         | 7:6, 7:6                  |
| 34. | 26. Juni 1995      | Wimbledon         | Rasen         | Boris Becker       | 6:7, 6:2, 6:4, 6:2        |
| 35. | 28. August, 1995   | US Open           | Hartplatz     | Andre Agassi       | 6:4, 6:3, 4:6, 7:5        |
| 36. | 30. Oktober 1995   | Paris             | Teppich (i)   | Boris Becker       | 7:6, 6:4, 6:4             |
| 37. | 12. Februar 1996   | San José          | Hartplatz     | Andre Agassi       | 6:2, 6:3                  |
| 38. | 19. Februar 1996   | Memphis           | Hartplatz     | Todd Martin        | 6:4, 7:6                  |
| 39. | 8. April 1996      | Hongkong          | Hartplatz     | Michael Chang      | 6:3, 3:6, 6:4             |
| 40. | 15. April 1996     | Tokio             | Hartplatz     | Richey Reneberg    | 6:4, 7:5                  |
| 41. | 12. August 1996    | Indianapolis      | Hartplatz     | Goran Ivanišević   | 7:6, 7:5                  |
| 42. | 26. August 1996    | US Open           | Hartplatz     | Michael Chang      | 6:1, 6:4, 7:6             |
| 43. | 23. September 1996 | Basel             | Hartplatz (i) | Hendrik Dreekmann  | 7:5, 6:2, 6:0             |
| 44. | 19. November 1996  | Hannover          | Teppich (i)   | Boris Becker       | 3:6, 7:6, 7:6, 6:7, 6:4   |
| 45. | 13. Januar 1997    | Australian Open   | Hartplatz     | Carlos Moyá        | 6:2, 6:3, 6:3             |
| 46. | 10. Februar 1997   | San José          | Hartplatz     | Greg Rusedski      | 3:6, 5:0 Aufgabe          |
| 47. | 24. Februar 1997   | Philadelphia      | Hartplatz (i) | Patrick Rafter     | 5:7, 7:6, 6:3             |
| 48. | 23. Juni 1997      | Wimbledon         | Rasen         | Cédric Pioline     | 6:4, 6:2, 6:4             |
| 49. | 4. August 1997     | Cincinnati        | Hartplatz     | Thomas Muster      | 6:3, 6:4                  |
| 50. | 23. September 1997 | München           | Teppich (i)   | Patrick Rafter     | 6:2, 6:4, 7:5             |
| 51. | 27. Oktober 1997   | Paris             | Teppich (i)   | Jonas Björkman     | 6:3, 4:6, 6:3, 6:1        |
| 52. | 10. November 1997  | Hannover          | Hartplatz (i) | Jewgeni Kafelnikow | 6:3, 6:2, 6:2             |
| 53. | 23. Februar 1998   | Philadelphia      | Hartplatz (i) | Thomas Enqvist     | 7:5, 7:6                  |
| 54. | 27. April 1998     | Atlanta           | Sand          | Jason Stoltenberg  | 6:7, 6:3, 7:6             |
| 55. | 22. Juni 1998      | Wimbledon         | Rasen         | Goran Ivanišević   | 6:72, 7:69, 6:4, 3:6, 6:2 |
| 56. | 12. Oktober 1998   | Wien              | Teppich (i)   | Karol Kučera       | 6:3, 7:6, 6:1             |
| 57. | 7. Juni 1999       | Queen’s Club      | Rasen         | Tim Henman         | 6:7, 6:4, 7:6             |
| 58. | 21. Juni 1999      | Wimbledon         | Rasen         | Andre Agassi       | 6:3, 6:4, 7:5             |
| 59. | 26. Juli 1999      | Los Angeles       | Hartplatz     | Andre Agassi       | 7:6, 7:6                  |
| 60. | 9. August 1999     | Cincinnati        | Hartplatz     | Patrick Rafter     | 7:6, 6:3                  |
| 61. | 22. November 1999  | Hannover          | Hartplatz (i) | Andre Agassi       | 6:1, 7:5, 6:4             |
| 62. | 20. März 2000      | Miami             | Hartplatz     | Gustavo Kuerten    | 6:1, 6:72, 7:65, 7:68     |
| 63. | 26. Juni 2000      | Wimbledon         | Rasen         | Patrick Rafter     | 6:710, 7:65, 6:4, 6:2     |
| 64. | 26. August 2002    | US Open           | Hartplatz     | Andre Agassi       | 6:3, 6:4, 5:7, 6:4        |

#### Finalteilnahmen
| Nr. | Datum              | Turnier           | Belag         | Finalgegner      | Ergebnis                |
| --- | ------------------ | ----------------- | ------------- | ---------------- | ----------------------- |
| 1.  | 17. Februar 1991   | Philadelphia      | Teppich (i)   | Ivan Lendl       | 7:5, 4:6, 4:6, 6:3, 3:6 |
| 2.  | 17. Juni 1991      | Manchester        | Rasen         | Goran Ivanišević | 4:6, 4:6                |
| 3.  | 11. August 1991    | Cincinnati        | Hartplatz     | Guy Forget       | 6:2, 6:7, 4:6           |
| 4.  | 3. November 1991   | Paris             | Teppich (i)   | Guy Forget       | 6:7, 6:4, 7:5, 4:6, 4:6 |
| 5.  | 27. April 1992     | Atlanta           | Sand          | Andre Agassi     | 5:7, 4:6                |
| 6.  | 14. September 1992 | US Open           | Hartplatz     | Stefan Edberg    | 6:3, 4:6, 6:75, 2:6     |
| 7.  | 21. November 1993  | Frankfurt am Main | Teppich       | Michael Stich    | 6:73, 6:2, 6:77, 2:6    |
| 8.  | 13. Juni 1994      | Queen’s Club      | Rasen         | Todd Martin      | 6:74, 6:74              |
| 9.  | 5. Dezember 1994   | München           | Teppich       | Magnus Larsson   | 6:76, 6:4, 6:75, 4:6    |
| 10. | 16. Januar 1995    | Australian Open   | Hartplatz     | Andre Agassi     | 6:4, 1:6, 6:76, 4:6     |
| 11. | 19. März 1995      | Miami             | Hartplatz     | Andre Agassi     | 6:3, 2:6, 6:74          |
| 12. | 24. Juli 1995      | Montreal          | Hartplatz     | Andre Agassi     | 6:3, 2:6, 3:6           |
| 13. | 22. Oktober 1995   | Lyon              | Teppich       | Wayne Ferreira   | 6:7, 7:5, 3:6           |
| 14. | 27. Oktober 1996   | Stuttgart Indoor  | Teppich       | Boris Becker     | 6:3, 3:6, 6:3, 3:6, 4:6 |
| 15. | 9. Februar 1998    | San José          | Hartplatz (i) | Andre Agassi     | 2:6, 4:6                |
| 16. | 10. August 1998    | Cincinnati        | Hartplatz     | Patrick Rafter   | 6:1, 6:72, 4:6          |
| 17. | 8. November 1998   | Paris             | Hartplatz (i) | Greg Rusedski    | 4:6, 6:7, 3:6           |
| 18. | 12. Juni 2000      | Queen’s Club      | Rasen         | Lleyton Hewitt   | 4:6, 4:6                |
| 19. | 28. August 2000    | US Open           | Hartplatz     | Marat Safin      | 4:6, 3:6, 3:6           |
| 20. | 12. März 2001      | Indian Wells      | Hartplatz     | Andre Agassi     | 6:75, 5:7, 1:6          |
| 21. | 23. Juli 2001      | Los Angeles       | Hartplatz     | Andre Agassi     | 4:6, 2:6                |
| 22. | 26. August 2001    | Long Island       | Hartplatz     | Tommy Haas       | 3:6, 6:3, 2:6           |
| 23. | 10. September 2001 | US Open           | Hartplatz     | Lleyton Hewitt   | 6:74, 1:6, 1:6          |
| 24. | 22. April 2002     | Houston           | Sand          | Andy Roddick     | 6:79, 3:6               |

### Doppel

#### Turniersiege
| Nr. | Datum         | Turnier      | Belag | Doppelpartner | Finalgegner                    | Ergebnis |
| --- | ------------- | ------------ | ----- | ------------- | ------------------------------ | -------- |
| 1.  | 22. Mai 1989  | Rom          | Sand  | Jim Courier   | Danilo Marcelino Mauro Menezes | 6:4, 6:3 |
| 2.  | 18. Juni 1995 | Queen’s Club | Rasen | Todd Martin   | Jan Apell Jonas Björkman       | 7:6, 6:4 |

#### Finalteilnahmen
| Nr. | Datum         | Turnier      | Belag     | Doppelpartner   | Finalgegner                | Ergebnis      |
| --- | ------------- | ------------ | --------- | --------------- | -------------------------- | ------------- |
| 1.  | 8. Mai 1989   | Forest Hills | Sand      | Jim Courier     | Rick Leach Jim Pugh        | 4:6, 2:6      |
| 2.  | 1. April 1991 | Orlando      | Hartplatz | Nicolás Pereira | Luke Jensen Scott Melville | 7:6, 6:7, 3:6 |